# Liste der Ehrenbürger von Lohr a. Main
Die Ehrenbürgerwürde ist die höchste kommunale Auszeichnung der unterfränkischen Stadt Lohr a. Main. Die nachfolgende Auflistung der Ehrenbürger seit 1866 erfolgt in alphabetischer Namensfolge. Daneben zeichnet die Stadt Lohr auch Bürger mit dem Ehrenring aus. Die Liste ist ebenfalls beigefügt.
Mit Beschluss vom 30. Januar 2008 hat der Stadtrat entschieden, die während des Dritten Reiches ernannten Ehrenbürger Otto Hellmuth, Ludwig Siebert sowie Karl Herold und Bruno Lippmann (beide ehemals Ruppertshütten) aus der Liste der Ehrenbürger zu streichen und sich von den Ernennungen zu distanzieren, da sie durch infolge der nationalsozialistischen Gleichschaltung nicht demokratisch gewählte und somit auch nicht ordnungsgemäß legitimierte Gemeindegremien zustande gekommen sind.

## Die Ehrenbürger der Stadt Lohr a.Main
- Franz Back (1901–1997), Uhrmachermeister, vielfältige Tätigkeit im Bereich Sport und Kultur (Verleihung 1981)
- Karl Heinz Bartels (1937–2016), Apotheker, engagiert im Stadtrat, sowie in Pharmazie- und Heimatgeschichte (Verleihung 2016)
- Werner Dieter (* 1929), Vorsitzender der Geschäftsführung von Mannesmann-Rexroth (Verleihung 1985)
- Ludwig Fährer (1913–1995), Arzt, Verdienste um das Rote Kreuz, Kunstsammler (Verleihung 1993)
- Johann Baptist Ferber (1839–1905), Priester, kgl. Rektor u. Gymnasialprofessor ab 1874 in Lohr (Verleihung 1899)
- Richard Freund (1920–2010), engagiert in der Kommunalpolitik (Gemeinderat, stv. Bürgermeister, Kreisrat) sowie im Sport einschl. Vorsitzender der Rehasportgemeinschaft 1955 e. V. (Verleihung 2000)
- Jakob Günter (1799–1872), Stadtpfarrer, Dekan, Schulbildung der Mädchen und Berufung der Schwestern für das Krankenhaus (Verleihung 1869)
- Georg Hahmann (1890–1975), Schneidermeister, Stadtrat, 2. Bürgermeister (Verleihung 1974)
- Karl Haller (1908–1995), Stadtpfarrer, Bau Altenheim, Pfarrheim, Kirchen, seelsorgerische Tätigkeit (Verleihung 1974)
- Franz Müller (1807–1883), Bürgermeister 1834–1852. Verwalter des Städtischen Hospitals  1833–1879 (Verleihung 1879)
- Otto Ferdinand Nickels (1811–1893), seit 1854 Landrichter in Lohr, von 1862 bis 1870 Bezirksamtmann, Betreuung  durchziehender preußischer Truppen (Verleihung 1869)
- Benno Pfeufer  (1842–1920), Kgl. Bezirksamtmann 1888–1909, Vorstand des Bezirksamts (Verleihung 1909)
- Peter Preisendörfer (1854–1928), Medizinalrat, 40-jährige Tätigkeit als Arzt (Verleihung 1919)
- Constantin Rachor (1894–1978), Stadtrat, 1. Bürgermeister, Tätigkeit in den schweren Nachkriegsjahren (Verleihung 1974)
- Georg Ludwig Rexroth  (1902–1992), Eisenwerksbesitzer, Umgestaltung des Eisenwerks zum führenden Hydyraulikhersteller (Verleihung 1977)
- Andreas Rummel (1896–1988), Stadtrat, 2. Bürgermeister, kommunalpolitische Tätigkeit (Verleihung 1974)
- Joseph Schloßmann (1860–1943), Kommerzienrat, Wohltätigkeit (Verleihung  1930)
- August Schuster (1841–1912), Forstmeister, Stadtwald (Verleihung 1909)
- Max Seeholzer (1867–1947), Oberforstmeister, Forsteinrichtungswerk für den Stadtwald (Verleihung 1932)
- Alois Georg Söder (1857–1938), Oberlehrer, 50-jährige Tätigkeit an der Lohrer Schule (Verleihung 1924)
- Georg Johann Söder (1811–1888), Lehrer (Verleihung 1875)
- Fritz Vogel (1908–2008), Stadtrat, 2. Bürgermeister (Verleihung 1993)
- Josef Wetzel (1873–1942), 28 Jahre Bürgermeister, aufopferungsvolle Tätigkeit als Bürgermeister (Verleihung 1933)
- Gustav Woehrnitz (1854–1931), Kommerzienrat, Bau der Glashütte, Unterstützung der werktätigen Bevölkerung (Verleihung 1929)
- Gustav Woehrnitz (1893–1982), Besitzer der Glashütte, Wiederaufbau der Glashütte, Sammlung der Lohrer Spiegel (Verleihung 1978)

## Träger des Ehrenrings der Stadt Lohr a.Main
- Otmar Bilz, Oberstudiendirektor a. D. 2001 für Verdienste um das Gymnasium ausgezeichnet.
- Dieter Diehl, ehemaliger  Vorsitzender der Geschäftsführung der Indramat-GmbH, bzw. Mitglied der Geschäftsführung von Mannesmann-Rexroth. 2001 für Verdienste um die heimische Wirtschaft ausgezeichnet.
- Manfred Keppler, Ärztlicher Direktor a. D. 2001 für Verdienste um das Kreiskrankenhaus ausgezeichnet.
- Peer Sepp, Fraktionsvorsteher a. D. der Patengemeinde Burgeis/Italien. 1997 für Verdienste um die Patenschaft mit Lohr am Main ausgezeichnet.
- Alfons Ruf (1928–2023), Diplom-Ingenieur. 2009 für Verdienste in der Kommunalpolitik sowie als Heimatforscher ausgezeichnet.
- Eduard Stenger,  Grundschulrektor a. D. 2011 für Verdienste um das Schulmuseum ausgezeichnet.